# Iwan Osarkewytsch

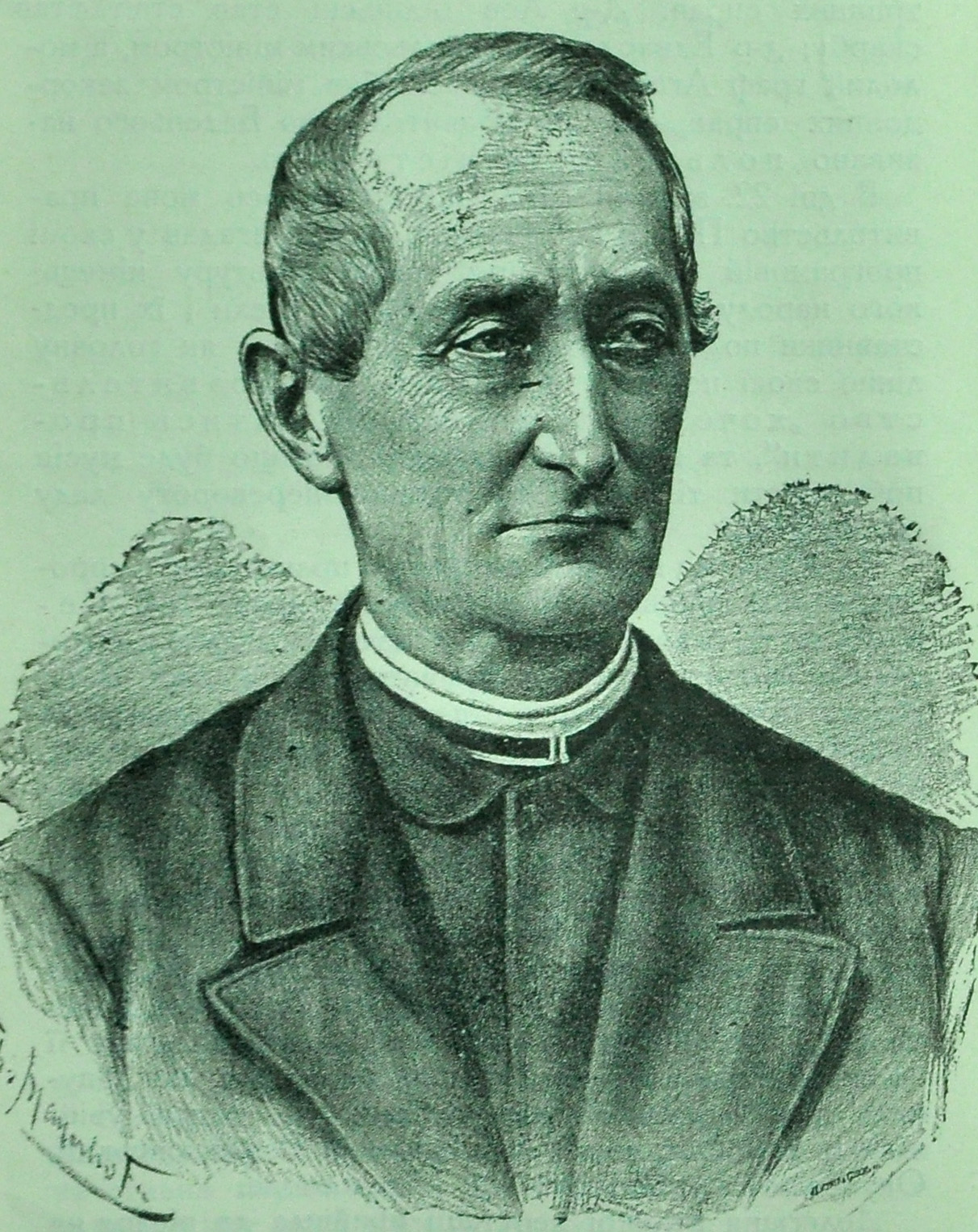
Iwan Osarkewytsch

Iwan (Ioan) Iwanowytsch Osarkewytsch (ukrainisch Іван (Іоан) Іванович Озаркевич, Jan Ozarkiewicz; * 5. Dezember 1826 in Hlyboke, Galizien, Kaisertum Österreich; † 9. Februar 1903 in Bolechiw, Galizien, Österreich-Ungarn) war ein ukrainischer Priester der ukrainischen griechisch-katholischen Kirche und galizischer Abgeordneter des österreichischen Abgeordnetenhauses.

## Leben
Iwan Osarkewytsch kam im österreichischen Kronland Königreich Galizien und Lodomerien in dem im heutigen Rajon Bohorodtschany der ukrainischen Oblast Iwano-Frankiwsk gelegenen Dorf Hlyboke (Глибоке) als Sohn des ukrainischen Kultur- und Bildungsaktivisten Iwan Osarkewytsch (Іван Григорович Озаркевич; 1795–1854) zur Welt.
Er studierte in Lemberg griechisch-katholische Theologie und erhielt 1848 die Priesterweihe. Anschließend wurde er Administrator und von 1854 an war er als Pfarrer in Beleluja tätig. 1860 wurde er Dekan in Snjatyn und 1882 wurde er Kanonikus und Rat des Metropolitankonsistoriums in Lemberg. Von 1884 an war er Pfarrer in Bolechiw
Als gemäßigter Populist war er zwischen 1867 und 1876 Abgeordneter des galizischen Landtags und von der V. bis zur einschließlich VII. Legislaturperiode (1873 bis 1891) Abgeordneter des österreichischen Abgeordnetenhauses für den Kreis Kolomea-Śniatyn-Kosów. Osarkewytsch setzte sich für die nationalen Rechte der Ukrainer ein und kritisierte die Missbräuche bei den Landesbehörden. Er war in Opposition gegenüber der Politik der Neuen Ära und leitete 1895 eine große ukrainische Delegation nach Wien, um vor dem österreichischen Kaiser Franz Joseph I. gegen den weit verbreiteten Machtmissbrauch bei der vergangenen Wahl in Galizien zu protestieren.
Des Weiteren forderte er ein gerechtes Steuersystem, die Steuerbefreiung für Darlehenskassen sowie die Einführung eines Bodenkatasters. Außerdem setzte er sich für die Gründung einer Universität in Czernowitz und von ukrainischen Gymnasien in Tschortkiw und Przemyśl ein.
Darüber hinaus verfasste er gelegentlich Predigten und schrieb Gedichte.

## Familie
Er war mit Teofila Okunewska verheiratet und Vater von drei Söhnen und zwei Töchtern, darunter der Priester und Kulturaktivist Wolodymyr Osarkewytsch (Володимир Іванович Озаркевич; 1853–1912), die Schriftstellerin und Organisatorin der ukrainischen Frauenbewegung Natalija Kobrynska und der Mediziner Jewhen Osarkewytsch (Євген Іванович Озаркевич; 1861–1916).